# 정수근
정수근(鄭守根, 1977년 1월 20일 ~ )은 대한민국의 야구 선수로 전 KBO 리그 롯데 자이언츠의 외야수이자 현재 야구 해설가 및 방송인 전꽈자이다. 현재는 서울특별시 송파구 신천동에 위치한 쑤근쑤근 그린라이트 호프집을 운영 중이다. 친동생 정수성은 kt 위즈 2군 주루코치이다.

## 경력
1995년 OB 베어스에 입단하여 빠른 발과 좋은 출루율, 그리고 파이팅 넘치는 플레이로 활약을 하다가, 2003년 FA 계약(6년 동안 최대 40억 6천만 원)으로 롯데 자이언츠로 이적하였다. 당시 두산 베어스는 정수근 선수의 이적에 대한 보상 선수로 투수 문동환 선수를 데려왔고 다시 한화 이글스와 트레이드를 통해 포수 채상병 선수와 맞바꾸었다.
2004년 해운대구에서 시민에게 야구 방망이를 휘둘러 KBO로부터 벌금 500만 원과 무기한 출전 금지 처분을 받은 적이 있다. 2008년 7월 16일 새벽 만취 상태에서 경비원을 폭행한 사건으로 한국야구위원회에 의해 '무기한 실격' 처분을 받았다. 이 사건에 대해 2008년 9월 23일 부산지방법원은 벌금 700만원을 선고했다. 징계 후 약 1년 여가 지난 2009년 6월 6일 롯데 자이언츠는 KBO에 징계 해제를 요청하였고 KBO는 상벌위원회를 열어 12일 징계 해제를 결의하였다. 2009년 8월 12일에 1군 선발로 경기에 복귀했으나, 같은 해 8월 31일 밤 해운대구의 모 주점에서 경기를 앞두고 있음에도 불구하고 늦게까지 술을 마시고 웃통을 벗고 난동을 부렸다는 의혹이 제기되면서 다음 날 9월 1일, 롯데 구단으로부터 사실상 방출되었다. 이후 사건의 신고자가 개인적 감정에 허위로 신고했음이 드러났으나, 명예 회복이 의미 없다고 생각한 정수근은 2009년 9월 15일 은퇴를 선언했다.(정수근은 결국 선수 자격정지와 전과자되서 돌을 던졌다.)

## 출신 학교
- 성동초등학교
- 건국대학교 사범대학 부속중학교
- 덕수정보산업고등학교 (현 덕수고등학교)

## 가족관계
- 남동생 : 정수성 (kt 위즈 2군 주루코치)

## 수상 경력
- 1998년, 1999년, 2000년, 2001년 도루 1위
- 1999년, 2001년 외야수 부문 골든글러브
- 2004년, 2007년 올스타전 MVP
- 2000년 : 시드니 올림픽 야구 국가 대표 (동메달)

## 특이사항
- 4년 연속 도루 1위
- 역대 18번째 단독 홈 스틸 (1998년 5월 5일 잠실 LG전)

## 사건 및 사고
- 2004년 7월 26일 새벽, 행인 2명에게 방망이를 집어 던지는 등 폭행을 휘둘러 경찰에 연행되었다. 당초 심각한 사안이 아니라고 판단되어 한국야구위원회에서는 벌금 300만원에 7경기 출장정지 처분을 내렸다. 하지만 쌍방 폭행 사건을 축소하려던 것이 들통나서 경찰은 재조사에 들어갔고, 한국야구위원회에서는 무기한 출전 정지라는 중징계를 내렸다. 사건 당시 혈중 알코올 농도 0.13%인 만취 상태로 근처 모 호텔에서 사건 현장까지 10ｍ가량 자신의 렉서스 승용차를 운전하다 면허 취소되었다.[3]
- 2008년 7월 16일 새벽, 만취 상태에서 경비원 2명과 경찰관을 폭행한 혐의로 입건, 구속 영장을 신청하였으나 17일 법원은 이를 기각하였다. 또한, 같은 날 KBO는 상벌 위원회를 열고 정수근에 대해 무기한 실격 처분을 내렸으며, 전날 롯데가 신청한 임의탈퇴를 공시하지 않았다.[4]
- 2009년 8월 31일 오후 11시 45분경 일행과 함께 해운대구 재송동 모 주점에서 술을 마시다 웃통을 벗은 채 소리를 지르고 종업원에게 욕설을 하는 등 행패를 부려 신고를 받은 경찰이 출동하는 일이 발생하였다. 그러나 당시 주점 종업원의 말에 의하면 "정수근이 새벽에 만취한 상태로 생맥주를 시켜놓고 채 마시지도 않은 채 곯아 떨어졌다. 그러나 당시 가게에 있던 주방장과 아르바이트 생이 퇴근을 위해 정수근을 깨웠지만 정신을 차리지 못했다"며 "난동을 부린 흔적이 없었고, 경찰도 큰 일이 없어 돌아갔다"고 말하는 등 진위 여부가 정확하지 않았음에도[5] 불구하고 롯데 자이언츠 구단에서는 그를 방출시키기로 결정하였다.
- 2010년 6월 13일 새벽 4시경 자신의 외제 승용차를 몰고 강남구 역삼동 르네상스호텔 사거리를 지나던 중 택시를 들이 받았다. 현장에 음주 측정 결과 정수근은 혈중 알코올 농도 0.126%로 면허 취소에 해당하는 만취 상태였다.
- 2023년 12월 21일 남양주시 호평동의 한 유흥주점에서 지인 소개로 만나 함께 술을 마시던 A씨가 자신의 3차 제안을 거절했다는 이유로 A씨의 머리를 맥주병으로 두 차례 내리쳐 상해를 입힌 혐의로 재판에 넘겨졌다. 또 지난해 2024년 9월 6일에는 남양주시에서 혈중알코올농도 0.064%의 음주상태로 운전대를 잡았다가 적발돼 음주운전 혐의가 추가됐다. 검찰은 2024년 12월에 열린 결심공판에서 다수의 동종범죄 전력 등을 이유로 정씨에 대해 징역 3년을 선고해달라고 재판부에 요청한 바 있다. 의정부지법 남양주지원 형사2단독 최영은 판사는 2025년 1월 8일 특수상해와 음주운전 혐의로 기소된 정씨에게 징역 2년을 선고했다.

## 주요 기록
| 기록            | 날짜        | 소속 | 구장 | 상대팀 | 상대 투수 | 경기 결과 | 경기수 | 달성 당시 나이 | 기타 | 각주 |
| --------------- | ----------- | ---- | ---- | ------ | --------- | --------- | ------ | -------------- | ---- | ---- |
| 첫 도루         | 1995. 4. 22 | OB   | 잠실 | 쌍방울 |           |           |        |                |      |      |
| 200도루(최연소) | 1998. 6. 28 | OB   | 수원 | 현대   |           |           |        |                |      |      |
| 250도루(최연소) | 2000. 7. 16 | 두산 | 인천 | SK     |           |           |        |                |      |      |
| 300도루(최연소) | 2001. 6. 16 | 두산 | 잠실 | LG     |           |           |        |                |      |      |
| 400도루         | 2005. 4. 13 | 롯데 | 대전 | 한화   |           |           |        |                |      |      |
| 450도루(최연소) | 2008. 4. 15 | 롯데 | 부산 | 두산   |           |           |        |                |      |      |

## 통산 기록
| 연도 | 소속   | 포지션 | 경기수 | 타수 | 득점 | 안타 | 2루타 | 3루타 | 홈런 | 타점 | 도루 | 희생타 | 4구 | 사구 | 삼진 | 병살타 | 실책 | 타율  | 장타율 | 출루율 | 비고                              |
| ---- | ------ | ------ | ------ | ---- | ---- | ---- | ----- | ----- | ---- | ---- | ---- | ------ | --- | ---- | ---- | ------ | ---- | ----- | ------ | ------ | --------------------------------- |
| 1995 | OB     | 중견수 | 117    | 154  | 34   | 33   | 3     | 1     | 0    | 10   | 25   | 3      | 15  | 6    | 24   | 2      | 1    | 0.214 | 0.247  | 0.309  |                                   |
| 1996 | OB     | 중견수 | 126    | 490  | 69   | 124  | 20    | 6     | 1    | 26   | 43   | 13     | 42  | 6    | 54   | 9      | 8    | 0.253 | 0.324  | 0.319  |                                   |
| 1997 | OB     | 중견수 | 103    | 377  | 59   | 99   | 9     | 2     | 2    | 34   | 50   | 13     | 46  | 7    | 49   | 5      | 3    | 0.263 | 0.313  | 0.349  |                                   |
| 1998 | OB     | 중견수 | 125    | 480  | 88   | 138  | 19    | 11    | 1    | 36   | 44   | 11     | 51  | 6    | 44   | 7      | 5    | 0.288 | 0.379  | 0.362  | 도루 1위                          |
| 1999 | 두산   | 중견수 | 129    | 505  | 100  | 164  | 28    | 8     | 2    | 55   | 57   | 10     | 70  | 4    | 56   | 12     | 0    | 0.325 | 0.424  | 0.408  | 도루 1위                          |
| 2000 | 두산   | 중견수 | 127    | 502  | 82   | 139  | 23    | 3     | 3    | 50   | 47   | 13     | 47  | 5    | 40   | 5      | 3    | 0.277 | 0.353  | 0.341  | 시드니 올림픽 대표 선수, 도루 1위 |
| 2001 | 두산   | 중견수 | 122    | 467  | 95   | 143  | 21    | 9     | 2    | 53   | 52   | 7      | 71  | 1    | 51   | 8      | 6    | 0.306 | 0.403  | 0.395  | 도루 1위                          |
| 2002 | 두산   | 중견수 | 122    | 426  | 58   | 100  | 9     | 2     | 3    | 22   | 40   | 9      | 44  | 3    | 51   | 8      | 4    | 0.235 | 0.286  | 0.310  |                                   |
| 2003 | 두산   | 중견수 | 89     | 262  | 32   | 84   | 11    | 3     | 0    | 17   | 15   | 4      | 24  | 4    | 27   | 1      | 3    | 0.321 | 0.385  | 0.384  |                                   |
| 2004 | 롯데   | 중견수 | 92     | 292  | 37   | 75   | 11    | 1     | 3    | 29   | 24   | 7      | 38  | 3    | 38   | 4      | 0    | 0.257 | 0.332  | 0.347  |                                   |
| 2005 | 롯데   | 중견수 | 109    | 370  | 63   | 106  | 21    | 2     | 0    | 29   | 21   | 6      | 49  | 4    | 53   | 3      | 7    | 0.286 | 0.354  | 0.374  |                                   |
| 2006 | 롯데   | 좌익수 | 83     | 295  | 44   | 84   | 14    | 1     | 2    | 21   | 19   | 8      | 26  | 1    | 36   | 7      | 4    | 0.285 | 0.359  | 0.374  |                                   |
| 2007 | 롯데   | 좌익수 | 105    | 341  | 45   | 100  | 25    | 1     | 4    | 36   | 10   | 9      | 42  | 1    | 38   | 7      | 4    | 0.293 | 0.408  | 0.370  |                                   |
| 2008 | 롯데   | 좌익수 | 80     | 309  | 51   | 90   | 16    | 0     | 0    | 25   | 24   | 2      |     |      | 40   | 5      |      | 0.291 | 0.343  |        |                                   |
| 2009 | 롯데   | 좌익수 | 15     | 59   | 9    | 14   | 0     | 0     | 1    | 7    | 3    | 4      |     |      | 7    | 2      | 1    | 0.237 | 0.288  | 0.292  |                                   |
| 통산 | 15시즌 | 외야수 | 1544   | 5329 | 866  | 1493 | 230   | 50    | 24   | 450  | 474  | 84     | 616 | 63   | 608  | 84     | 56   | 0.280 | 0.356  | 0.356  | 통산 도루 순위 역대 4위           |